# Channel Umptee-3
Channel Umptee-3 (略称'Umptee-3')とは、ワーナー・ブラザースにより制作され、1997年10月25日 - 1998年9月4日の間放送されていたアメリカ合衆国のテレビアニメ作品である。1997年12月6日放送分までは毎週土曜日に放送されていたが、同年12月12日放送分より毎週金曜日に変更された。
ダチョウのオグデン(Ogden O. Ostrich)、カタツムリのシェルドン(Sheldon S. Cargo)、モグラのホーリー・モーリー(Holey Moley)の3匹が自ら立ち上げたワゴン型テレビ放送局で、敵役であるスティックリー・リケッツ(Stickley Rickets)の組織(オグデンには「Frumps」と呼ばれている)による妨害を逃れながら世界中を駆け回る。
本作は、普段身の回りに当たり前に存在するものに対する感謝の気持ちを育むという教育的意義を持つ。
タイトルの「umptee」は架空の数詞「umpteen」に由来する。

## 概要
「Channel Umptee-3」は他のチャンネルの隙間に紛れて存在する架空のテレビチャンネルであり、オグデン達のワゴン型テレビ放送局から放送が行われる。
各話においては毎回、当初放送される予定だった内容が途中で変更され、その変更された内容がその回のテーマとなる。
一方、オグデン達の敵である「Frumps」（スティックリー・リケッツとその子分達）は自分達の勢力を拡大しChannel Umptee-3を閉鎖する事を企むが、彼らの計画はいつも失敗に終わる。

## 登場人物と声の出演

### テレビ局関係者 (The Umptees)
Ogden O. Ostrich (オグデン； 声：ロブ・ポールセン)

テレビ局「Channel Umptee-3」を発案した、元気一杯で気ままな黄色いダチョウ。初めて砂の中から頭を出したある日目の前に広がる世界に感激し、「この世は魅惑と感動に溢れている」という信念のもと、普段誰もが当たり前に思っているこの世がいかに素晴らしい場所であるかをこの世界の住人に伝えるべく、シェルドン、ホーリー・モーリーと共にChannel Umptee-3を立ち上げた。各話の冒頭で、いつもカメラに向かって「Hey, hey!」と繰り返し叫びながら走ってくる。

Sheldon S. Cargo (シェルドン； 声：デヴィッド・ペイマー)

少し頑固だが真面目でプロ意識の高いピンクのカタツムリ。殻に一輪車のような車輪を持つ。しばしばオグデンの身勝手な行動に振り回され計画を台無しにされながらも、常に一生懸命。名前の由来は「エスカルゴ」。

Holey Moley (ホーリー・モーリー； 声優なし)

無口なモグラ。常に「穴」を持ち歩いており、それによってどこにでも好きな所へ行ける（ドラえもんで言う「通り抜けフープ」のようなもの）。

Professor Edwin I. Relevant (エドウィン I. レレバント博士； 声：グレッグ・バルソン)

テレビ局の全てにおけるエキスパート。ほぼ全話において、その日の話題に関する情報をオグデン達に頼られる。

Polly (ポリー； 声：スーザン・サイロ)

テレビ局の二人のニュースキャスターのうちの一人。

### スティックリー・リケッツとその関係者 (The Frumps)
Stickley Rickets (スティックリー・リケッツ； 声： ジョナサン・ハリス)

箱を製造する企業の社長。「この世の全てのものは箱に収まっているべき」という信念を持つ。それと対照的にこの世に存在するものを「箱から取り出して別の視点から見る」事を推奨するオグデン達を彼のビジネスにとって目の上のコブと考え、Channel Umptee-3を潰そうと企む。

Pandora Rickets (パンドラ・リケッツ； 声：アリス・ゴーストリー)

スティックリーの妻。自分の夫ほどにはChannel Umptee-3を潰す事に躍起になっておらず、むしろ夫に隠れてChannel Umptee-3の放送する番組を見ていたりするくらい。名前の由来は「パンドラの箱」。

Ed and Bud (エドとバッド)

黒いスーツを着ている、スティックリーの二人の子分。スティックリーの計画を実行する役であるが、ほとんどいつも失敗に終わる。背が高い方がエド、背が低く頭が禿げている方がバッド。

### 声の出演・他
本作における上記以外の声の出演：
| - チャーリー・アドラー - スーザン・ブレイクスリー - ジェフ・ベネット - グレッグ・バーガー - リズ・ジョージズ - ジェイソン・グライー - モーリス・ラマーシュ - ダニー・マン | - パット・ムシック - ジュリー・ペイン - パトリック・ピネー - ロジャー・ローズ - ニール・ロス - タラ・ストロング - ローラ・サマー - フランク・ウェルカー |

## エピソード一覧
| 話数 | 題名                    | テーマ            | 本放送日        |
| ---- | ----------------------- | ----------------- | --------------- |
| 1    | "The Music Show"        | 音楽              | 1997年 10月25日 |
| 2    | "Umptee Sunrise"        | 太陽              | 11月1日         |
| 3    | "The U.F.O. Show"       | UFOと地球外生命体 | 11月8日         |
| 4    | "What’s So Funny"       | 笑いとユーモア    | 11月15日        |
| 5    | "The Now Voyagers"      | 時間              | 11月22日        |
| 6    | "Just Add Water"        | 水                | 12月6日         |
| 7    | "Perchance to Dream"    | 睡眠と夢          | 12月19日        |
| 8    | "Sale of the Century"   | お金              | 1998年 1月2日   |
| 9    | "The Fear Show"         | 恐怖              | 1月9日          |
| 10   | "The Weather Show"      | 天気              | 1月16日         |
| 11   | "Yours, Mine, and Ours" | 所有              | 2月6日          |
| 12   | "The Lying Show"        | 真実と嘘          | 2月13日         |
| 13   | "Words Are Weird"       | 言葉              | 2月20日         |